# Elecciones parlamentarias de Israel de 2021
Las elecciones parlamentarias de Israel de 2021 se realizaron el 23 de marzo del mismo año, para conformar el vigésimo cuarto (24.º) Knéset.

## Antecedentes
Según el acuerdo de coalición firmado entre los partidos Likud y Azul y Blanco en 2020, las elecciones debían de celebrarse 36 meses después de la toma de mando, por lo que el 23 de mayo de 2023 fue la fecha propuesta para las elecciones. Sin embargo se acordó que, si el presupuesto gubernamental del 2021 no se aprobaba antes del 23 de diciembre, las elecciones podrían adelantarse al 23 de marzo de 2021.
El 2 de diciembre de 2020, la Knéset aprobó la tramitación de un proyecto de ley para disolver el parlamento y, por consiguiente, el gobierno. Ello por una votación de 61 votos a favor y 54 en contra. El 21 de diciembre de 2020, la Knéset rechazó un proyecto de ley presentado por el gobierno para evitar la disolución del parlamento y el adelanto de elecciones por 47 votos a favor y 49 en contra, lo que provocó la disolución del parlamento y el inminente adelanto de las elecciones para la fecha previamente acordada.

## Sistema electoral
Los 120 escaños en la Knesset se eligen por representación proporcional uninominal de lista cerrada en una sola circunscripción a nivel nacional. El umbral electoral para la elección es del 3,25%.
Dos partidos pueden firmar un acuerdo de voto excedente que les permite competir por los escaños restantes como si estuvieran juntos en la misma lista. El método Bader-Ofer favorece ligeramente las listas más grandes, lo que significa que las alianzas tienen más probabilidades de recibir escaños sobrantes que los partidos que compiten de manera individual. Si la alianza recibe escaños sobrantes, el cálculo de Bader-Ofer se aplica de forma privada para determinar cómo se dividen los escaños entre las dos listas aliadas.

## Resultados
|  | 24.19 % |

|  | 13.93 % |

|  | 7.17 % |

|  | 6.63 % |

|  | 6.21 % |

|  | 6.09 % |

|  | 5.63 % |

|  | 5.63 % |

|  | 5.12 % |

|  | 4.82 % |

|  | 4.74 % |

|  | 4.59 % |

|  | 3.79 % |

|  | 0.79 % |

|  | 0.39 % |

|  | 0.03 % |

|  | 0.03 % |

|  | 0.03 % |

|  | 0.02 % |

|  | 0.02 % |

|  | 0.02 % |

|  | 0.01 % |

|  | 0.01 % |

|  | 0.01 % |

|  | 0.01 % |

|  | 0.01 % |

|  | 0.01 % |

|  | 0.01 % |

|  | 0.01 % |

|  | 0.01 % |

|  | 0.01 % |

|  | 0.01 % |

|  | 0.01 % |

|  | 0.01 % |

|  | 0.01 % |

|  | 0.01 % |

|  | 0.0 % |

|  | 0.0 % |

|  | 99.41 % |

|  | 0.59 % |

|  | 100.00 % |

|  | 67.44 % |

## Investidura
| Candidato       | Fecha                                        | Voto |    |    |   |   |   |   |   |   |   |   |   |   |   | Total  |
| --------------- | -------------------------------------------- | ---- | -- | -- | - | - | - | - | - | - | - | - | - | - | - | ------ |
| Naftali Bennett | 13 de junio de 2021 Mayoría simple requerida | Sí   |    | 17 |   | 8 | 6 | 7 |   | 7 |   |   | 6 | 6 | 3 | 60/120 |
| Naftali Bennett | 13 de junio de 2021 Mayoría simple requerida | No   | 30 |    | 9 |   | 1 |   | 7 |   | 6 | 6 |   |   |   | 59/120 |
| Naftali Bennett | 13 de junio de 2021 Mayoría simple requerida | Abs. |    |    |   |   |   |   |   |   |   |   |   |   | 1 | 1/120  |